# Fjeldrype
Fjeldrype (Lagopus muta) er en hønsefugl i gruppen af skovhøns.
Det videnskabelige navn Lagopus muta har tidligere været Lagopus mutus, dette er har vist sig at være forkert, siden Lagopus er et latiniseret gammelgræsk ord som betyder harefod og man har troet at Lagopus var Hankøn, men er egentlig Hunkøn, og siden artsnavnet må stå til slægtsnavnet er muta det korrekte.

## Kendetegn
Høne og hane er omtrent lige store. Voksne fugle vejer 400-500 gram og har en længde på 35 cm. Dragtskifterne mellem sommer og vinter er komplicerede og ikke engang ens mellem han og hun. F.eks. beholder hannen den hvide vinterdragt langt ind i det sene forår for at synliggøre sin tilstedeværelse. Vingerne er hvide hele året, mens den øvrige dragt varierer. Fjerdragten er gråspraglet. Halefjerene er sorte, men dækfjedrene over disse har samme farve som ryggen. Vingerne, bug og fødderne er hvide. Om vinteren har fuglen hvid dragt, men halefjerene og næbbet forbliver sorte. Hanen har både sommer og vinter en markeret sort stribe mellem øjnene og næbrødderne.
Flyvningen foregår over korte strækninger med svirrende vingeslag og glideflugt. Dens forskellige stemmer er grove og tørt ræbende.

## Forplantning og adfærd
Fjeldrypen er monogam. Hønen lægger omkring begyndelsen af juli 7-11 æg i en fordybning og det tager 20-21 dage at udruge dem. Fjeldrypen holder sig i kuld hen til sensommeren og den er tilpasset overvintring under arktiske forhold og lever i flokke uden for yngletiden hvis vejret tillader det.
Fjeldrypen lever hovedsagelig af plantedele som bær af revling, mosebølle og pileurt, ungerne dog overvejende af insekter. Om vinteren er føden fortrinsvis skud og kviste af pil. Fjeldrypen er overvejende stedfast, men særlig fra de nordligste egne trækker fjeldrypen længere mod syd i perioden november til februar.

## Forekomst
Fjeldrypen lever i bjerge og på de nordlige tundra områder i Skandinavien, Island, Grønland, Skotland og i Sibirien. I Centraleuropa forekommer den i Alperne, Pyrenæerne fra en højde af ca. 1800 m. De lever næsten kun ved jorden i stenede områder med lidt vegetation over trægrænsen eller om vinteren også i lyse pile og birkeskove ved trægrænsen. Den er også den eneste fugleart der hele året lever på den norske øgruppe Svalbard.

## Ekstern henvisning
- Fjeldrypen i Grønland Arkiveret 31. december 2010 hos  Wayback Machine